# Rosina Lawrence
Rosina Lawrence, född 30 december 1912 i Ontario, Kanada, död 23 juni 1997 i New York, var en kanadensisk-född brittisk skådespelerska och dansös.
Lawrence medverkade under hela sin karriär i 30 filmer, och är mest känd för sin rollinsats som Mary Roberts i Helan och Halvan-filmen Vi reser västerut som utkom 1937. Hon hade även rollen som lärarinna i flera filmer med Our Gang.
Lawrence var från 1939 till 1973 gift med Juvenal Marchisio (1902-1973) och fick med honom tre barn. 1987 gifte hon om sig med John McCabe och kom att vara gift med honom fram till sin död 1997.

## Filmografi (i urval)
- 1936 – Zigenarflickan (dubbar över Julie Bishop's sångröst)[5]
- 1936 – On the Wrong Trek
- 1936 – Bored of Education
- 1937 – General Spanky
- 1937 – Vi reser västerut
- 1937 – Nobody's Baby
- 1937 – Three Smart Boys
- 1937 – Stjärna sökes[6]
- 1939 – In campagna è caduta una stella